# Canto nuevo (Chile)
El canto nuevo fue un movimiento musical nacido en Chile a mediados de los años 1970. Fue la primera respuesta musical surgida en Chile a la represión cultural y general ejercida por la dictadura militar de Augusto Pinochet tras el golpe de Estado de 1973. Continuación lógica del movimiento previo de la Nueva Canción Chilena pero al mismo tiempo huérfana de ese antecedente a causa del exilio, el Canto Nuevo se articuló en torno a una generación joven de cantores y conjuntos, muchos de ellos surgidos en facultades universitarias, que se iniciaron en peñas folclóricas, parroquias y actos solidarios desde 1974 en adelante, para transformarse ya a fines de la década en una escena que ganó espacios en sellos discográficos, radio e incluso en una televisión sometida a censura de la época. Gran importancia en la recopilación y difusión musical de la época tuvo el sello Alerce, fundado por Ricardo García, así como espacios como el mítico Café del Cerro.
El movimiento socio-musical como tal, tuvo su ocaso con la llegada de la democracia en 1990, sin embargo sus exponentes continuaron desarrollándose como músicos en el nuevo contexto de la Transición a la democracia.

## Exponentes
Algunos de los exponentes más representativos del movimiento fueron:
- Barroco Andino
- Dióscoro Rojas
- Eduardo Gatti
- Eduardo Peralta
- Grupo Abril
- Isabel Aldunate
- Jaime de Aguirre
- Jorge Yáñez
- Luis Le-Bert
- Nano Acevedo
- Ortiga
- Osvaldo Torres
- Quelentaro (1963-2019)
- Richard Rojas (1934-2007)
- Hugo Moraga
- Payo Grondona (1945-2014)
- Santiago del Nuevo Extremo
- Schwenke & Nilo
- Sol y Lluvia